# Orquídea; Órgano Oficial de la Sociedad Mexicana "Amigos de las Orquídeas"
Orquídea; Órgano Oficial de la Sociedad Mexicana "Amigos de las Orquídeas" (abreviado Orquidea (Mexico City)) es una revista con descripciones botánicas que es editada en México desde el año 1943.

## Publicación
- Volumen 1-?, 1943-?;
- n.s. vol. 1+, 1971+